# Білий Василь Іванович (футболіст)
Васи́ль Іва́нович Бі́лий (нар. 13 березня 1990, Трускавець, Львівська область, УРСР) — український футболіст, захисник «Куликів-Білки».

## Життєпис
Почав виступати за ФК «Львів», за який провів 13 матчів без голів.
У 2010 році перебрався до Стрия в місцеву «Скалу» в якій пограв 3 сезони, провів 45 матчів і забив 3 голи.
у сезоні 2012/2013 перейшов у друголігову «Єдність» з села Плиски в якій за 15 матчів забив 3 голи.
У зимовому сезоні 2012/13 гра молодого захисника сподобалась тренеру тернопільської «Ниви», Ігорю Яворському і Василь Білий у відкрите трансферне вікно перейшов до тернопільської команди за яку провів 23 матчі.
У червні 2016 року став гравцем «Вереса». У червні 2017 року перейшов до «Руху» з Винник, уклавши однорічний контракт. Наприкінці серпня 2018 року разом із братом залишив «Рух» як вільний агент.
2 вересня 2018 року знову став гравцем «Львова», підписавши однорічний контракт.